# Villacarralón
Villacarralón est une commune de la province de Valladolid dans la communauté autonome de Castille-et-León en Espagne.

## Sites et patrimoine
Les édifices et sites notables de la commune sont :
- Église de la Asunción ;
- Tour Saint-Pierre (Torre de San Pedro), vestige de l'église Saint-Pierre ;
- Chapelle Nuestra Señora del Carmen.

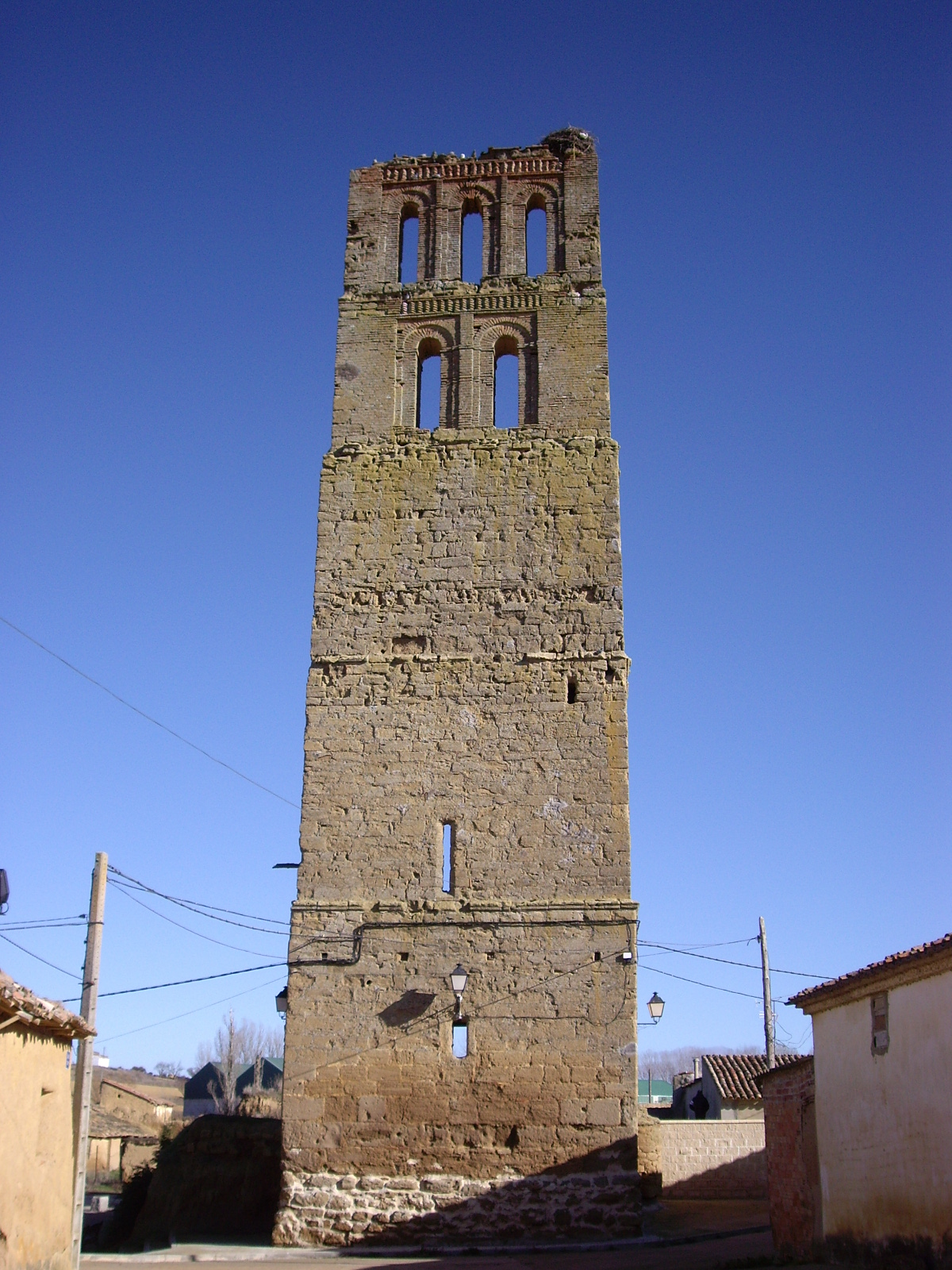
Tour Saint-Pierre.
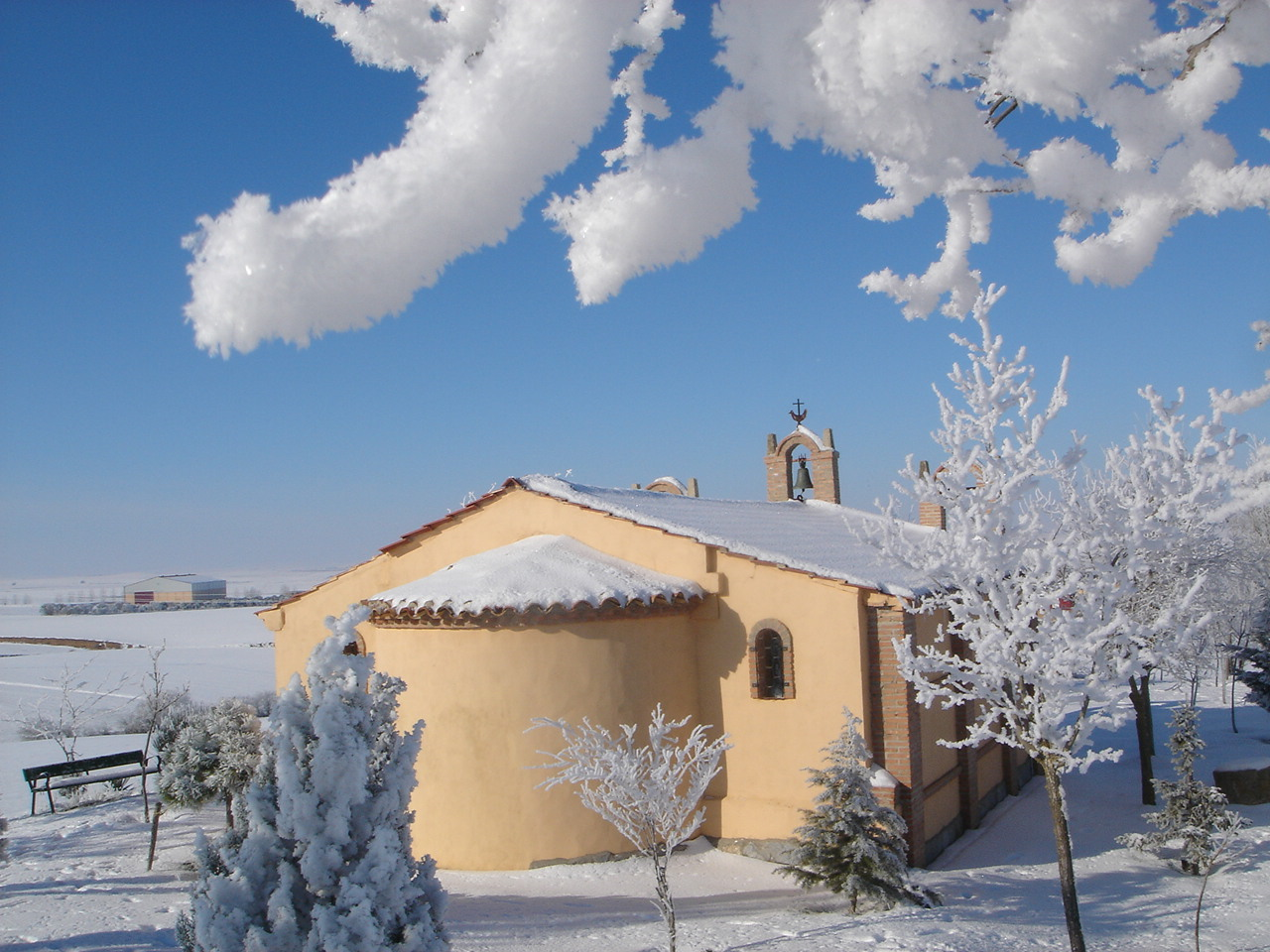
Chapelle Nuestra Señora del Carmen.